# 주크박스 뮤지컬
주크박스 뮤지컬(jukebox musical)은 오리지널 음악이 아닌 대부분의 노래가 잘 알려진 대중음악을 사용하는 뮤지컬 또는 뮤지컬 영화이다.
일부 주크박스 뮤지컬은 다양한 노래를 사용하는 반면, 다른 주크박스 뮤지컬은 한 명의 가수나 밴드가 연주하거나 한 명의 작곡가가 작곡한 노래에만 국한된다. 그러한 경우 줄거리는 종종 예술가의 전기 (문학)이다. 다른 주크박스 뮤지컬의 줄거리는 순전히 허구이다. 음악가나 뮤지컬 행위에 관한 뮤지컬의 경우 일부 노래는 디제제적일 수 있다. 즉, 연극이나 영화의 세계 내에서 공연된다는 의미이다. 그러나 때때로 자신의 노래를 연주하는 가수에 대한 전기 영화와 같이 모든 음악이 다이제시스적인 작품은 일반적으로 주크박스 뮤지컬로 간주되지 않는다.
줄거리가 없는 레뷰(revue)는 일반적으로 주크박스 뮤지컬로 설명되지 않지만 댄스 요소가 포함된 줄거리 없는 쇼는 때때로 그렇다.